# Le Messager du diable
Pour plus de détails, voir Fiche technique et Distribution.
Le Messager du diable (Die, Monster, Die!) est un film américano-britannique réalisé par Daniel Haller, sorti en 1965.

## Synopsis
Stephen Reinhart, un scientifique américain, se rend à Arkham, en Angleterre, pour rendre visite à sa fiancée, Susan Witley, qu'il a rencontrée alors qu'elle étudiait aux États-Unis. Il arrive à la propriété des Witley, où il est accueilli calmement par le père de Susan, Nahum tandis que la mère de Susan, Letitia, alitée, l'accueille chaleureusement. Elle invite Stephen à lui parler mais reste en partie cachée par le baldaquin de son lit qui masque ses traits faciaux. Elle lui offre alors une boîte contenant une boucle d'oreille en or qui, selon elle, appartenait à sa servante, Helga, qui est récemment tombée malade avant de disparaitre.
Au cours du dîner, Stephen interroge Susan et Nahum sur une parcelle de terre noircie près du domaine qui semble décimée. Ils affirment qu'elle a été causée par un incendie, bien que Susan ajoute que personne n'a été en mesure d'expliquer complètement ce qui s'est passé. Quelques instants plus tard, le majordome, Mervyn, s'effondre sur le sol avant d'être emmené. Plus tard, alors que Susan apporte le dîner à sa mère, elle est effrayée par une silhouette masquée qui apparaît à la fenêtre. Tard dans la nuit, Stephen et Susan entendent des bruits mystérieux émanant de la cave. Lorsqu'ils vont enquêter, ils sont accueillis par Nahum, qui les informe nerveusement que Mervyn est mort. Plus tard dans la nuit, Stephen voit Nahum enterrer le corps de Mervyn dans les bois et lorsqu'il le suit à l'extérieur, il observe une étrange lumière qui brille dans la serre. À l'aube, Stephen quitte le domaine et est suivi par un personnage masqué qui l'attaque dans les bois mais l'individu s'enfuit rapidement. De retour au village, Stephen rencontre Henderson, le médecin de la ville, qui est réticent à lui parler en raison de son association avec les Witley. La secrétaire d'Henderson informe Stephen que le grand-père de Susan, Corbin Witley, est mort dans les bras d'Henderson bien que les circonstances de sa mort soient un mystère.
Stephen confronte Susan à ce qui se passe exactement et tous deux partent enquêter dans la serre. À l'intérieur, ils découvrent des plantes et des fleurs qui ont atteint une taille anormalement grande. Dans un abri de jardin, ils aperçoivent une machine émettant des radiations, ainsi que plusieurs grandes créatures en cage. Stephen trouve des morceaux de pierre de météorite qu'il soupçonne d'émettre également des radiations et Susan fait  remarquer que sa mère et Helga ont souvent travaillé dans la serre. Pendant que Stephen descend à la cave, Susan confronte son père à propos de la découverte qu'ils ont faite plus tôt. Elle se rend compte qu'il a fait des expériences avec la radioactivité pour faire muter des plantes et des animaux, ce qui a eu des conséquences désastreuses, comme les défigurations et les maladies de Laëtitia et Helga. Nahum affronte Stephen au sous-sol, où il a trouvé une grande chambre contenant une météorite radioactive. À l'étage, Stephen, Susan et Nahum trouvent la chambre de Laëtitia vide et en désordre. Peu après, Susan et Stephen sont attaqués par une Letitia défigurée, dont le visage s'est considérablement décomposé, ce qui la tue. Le lendemain, lors de l'enterrement de Laëtitia dans le cimetière familial, Nahum explique que la météorite est tombée du ciel en atterrissant dans la lande près du domaine et a déclenché une croissance luxuriante de plantes autour d'elle en un jour. Nahum avait l'intention d'utiliser la météorite pour créer un paysage riche en feuillage. Cette nuit-là, alors que Nahum tente de détruire la météorite dans la cave, il est attaqué par une Helga masquée et armée d'une hache qui tente de le tuer mais fait accidentellement une chute mortelle dans la chambre en atterrissant sur la météorite. Nahum, maintenant fortement exposé à la météorite, souffre de brûlures dues aux radiations qui le défigurent gravement. Il poursuit Stephen et Susan en hurlant à travers la maison avant de s'enflammer, ce qui met le manoir Witley en feu.
Stephen et Susan s'échappant de justesse.

## Fiche technique
- Titre : Le Messager du diable
- Titre original : Die, Monster, Die!
- Réalisation : Daniel Haller
- Scénario : Jerry Sohl, d'après la nouvelle La Couleur tombée du ciel, de H.P. Lovecraft
- Production : Samuel Z. Arkoff, Pat Green, James H. Nicholson et Louis M. Heyward
- Société de production : American International Pictures, Alta Vista Productions
- Musique : Don Banks
- Photographie : Paul Beeson
- Montage : Alfred Cox
- Décors : Colin Southcott
- Pays d'origine : Royaume-Uni, États-Unis
- Format : Couleurs - 2,35:1 - Mono - 35 mm
- Genre : Film d'horreur, science-fiction
- Durée : 80 minutes
- Film interdit aux moins de 12 ans lors de sa sortie en France
- Dates de sortie :
  - États-Unis : 27 octobre 1965

## Distribution
- Boris Karloff : Nahum Witley
- Nick Adams : Stephen Reinhart
- Freda Jackson : Laetitia Witley
- Suzan Farmer : Susan Witley
- Patrick Magee : le docteur Henderson
- Paul Farrell : Jason
- Terence de Marney : Merwyn
- Leslie Dwyer : Potter
- Harold Goodwin : le chauffeur de taxi
- Sydney Bromley : Pierce
- Billy Milton : Henry
- Sheila Raynor : Miss Bailey

## Autour du film
- Le tournage s'est déroulé à Londres et Windsor, ainsi qu'aux studios de Shepperton.
- La nouvelle de H.P. Lovecraft fut réadaptée au cinéma par David Keith avec La Malédiction céleste (1987).
- Stephen Reinhart se rend à Arkham, ville fictive imaginée par Lovecraft.
- Il s'agit du premier film réalisé par Daniel Haller.

## Différences avec la nouvelle
Dans la nouvelle La Couleur tombée du ciel, l'action se situe en Nouvelle-Angleterre, au Nord-Est des États-Unis. Elle est déplacée ici en Grande-Bretagne. Le fermier Nahum Gardner devient un aristocrate, ainsi qu'un savant, et sa ferme est remplacée par un manoir. La Couleur venue d'ailleurs était, dans les écrits de Lovecraft, une entité extra-terrestre, tandis qu'elle devient ici du minerai d'uranium.